# Polonística
Polonística (em polonês: polonistyka) é a disciplina acadêmica da área das ciências humanas que investiga, documenta e teoriza o idioma polonês e sua literatura de forma sincrônica e diacrônica.

## Programas Universitários
Atualmente, a Universidade Federal do Paraná é a única universidade da América Latina a ofertar o curso de Polonística. O mesmo é registrado no MEC com o nome de Letras - Polonês e possui as modalidades bacharelado e licenciatura, ambas ofertadas presencialmente no campus Reitoria, em Curitiba.
Na Universidade Estadual do Centro-Oeste há a intenção de se criar um curso de graduação EAD de Letras - Polonês, na modalidade licenciatura, juntamente com o primeiro curso de graduação em Letras - Ucraniano da América Latina. No entanto, ambos aguardam reformulação do projeto antes da aprovação e subsequente criação dos novos cursos.